# Crotalaria unicaulis
Crotalaria unicaulis är en ärtväxtart som beskrevs av Arthur Allman Bullock. Crotalaria unicaulis ingår i släktet sunnhampor, och familjen ärtväxter. Inga underarter finns listade i Catalogue of Life.